# Salticidae
Salticidae Blackwall, 1865 è una famiglia di ragni appartenente all'infraordine Araneomorphae. Sono noti in italiano come ragni saltatori.
Appartengono a questa famiglia 662 generi e circa 6 393 specie; è la famiglia più numerosa, con circa il 13% del totale delle specie di Araneae (ragni) conosciute.

## Etimologia
Il nome deriva dall'aggettivo latino salticus, cioè danzante o saltellante, per il loro muoversi continuamente a piccoli saltelli, e il suffisso -idae, che designa l'appartenenza a una famiglia.

## Caratteristiche
Sono ragni di piccole dimensioni, il corpo raramente raggiunge i 15 mm di lunghezza. Hanno una notevole capacità respiratoria in rapporto alle dimensioni in quanto posseggono polmoni a libro e sistema tracheale ben sviluppati (doppio sistema respiratorio).

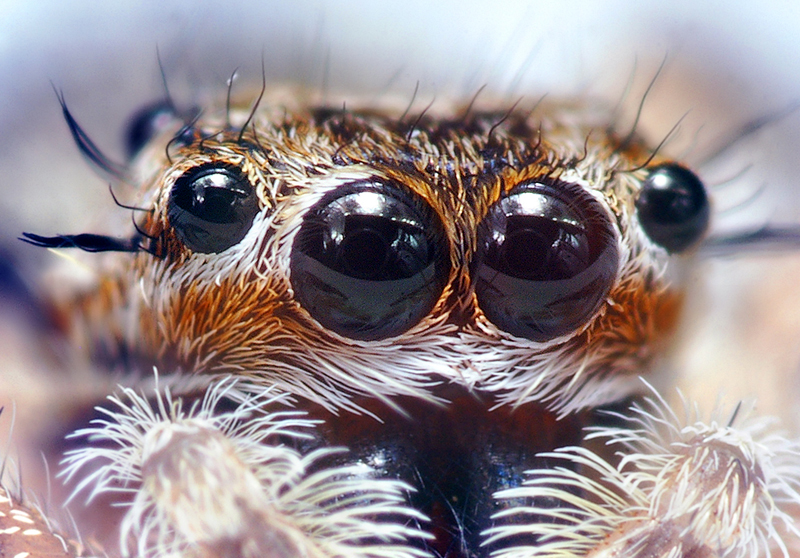
I quattro occhi frontali di un Salticidae (in tutto sono otto).

La disposizione degli ocelli permette loro di avere un campo visivo di quasi 360°.
Sono i ragni con la vista migliore; possono vedere una preda fino a 30-40 cm di distanza. Questa acutezza visiva vale anche come difesa dai pericoli: infatti si accorgono immediatamente dell'avvicinarsi di un essere umano e si pongono subito in atteggiamento difensivo. Sembra che abbiano recettori di colori molto sensibili alla radiazione ultravioletta, capacità probabilmente adoperata come segnale sessuale.

## Aspetto
Fondamentale per districarsi nel ginepraio dei generi di questa famiglia è l'osservazione attenta della localizzazione degli ocelli, molto variabile, che consente con buona approssimazione l'identificazione della sottofamiglia di appartenenza. Gli otto occhi sono sistemati in due o tre file tra la fronte e il cefalotorace e posti in modo da consentire la visione binoculare.
I colori e le configurazioni (strie e disegni sull'opistosoma) sono svariati e molteplici; alcuni appaiono di forma simile a formiche, o a coleotteri, o anche a pseudoscorpioni. Altri si mimetizzano sulla sabbia, prendono l'aspetto di ramoscelli, in una incredibile varietà di forme.

## Comportamento
Generalmente sono animali diurni, cacciatori attivi. Il sistema idraulico interno è estremamente efficace data la piccolezza di questi animali, consentendo loro di aumentare e diminuire la pressione interna in modo da spiccare decisi salti pur in assenza di sistema muscolare. L'efficienza del sistema è tale da consentirgli di saltare da 40 a 60 volte la lunghezza del loro corpo (è stato misurato anche 80 volte); all'atto del salto si ancorano al punto di partenza con un filo di seta in modo che se vanno in caduta libera sono in grado di risalire.
Sono tra i pochissimi ragni che hanno peli e artigli talmente piccoli da riuscire ad arrampicarsi anche sui vetri. Usano la tela per tessere piccoli ricoveri dove le femmine accudiscono i piccoli o fanno la muta. Altro comportamento curioso, date le dimensioni, è l'atteggiamento di sfida: se avvicinati da una mano umana di solito si girano verso di essa e si pongono in posizione minacciosa o le vanno incontro, dimostrando quasi assenza di timore e forte territorialità.

## Predazione
Questi ragni catturano le prede vive saltando di ramoscello in ramoscello e piombando su di esse di sorpresa; in genere non sono attratti da prede già morte a meno che non uccise da poco. Alcune specie integrano la dieta nutrendosi di nettare e polline saltando di fiore in fiore, a volte difendendo il fiore stesso dall'assalto di insetti nocivi.

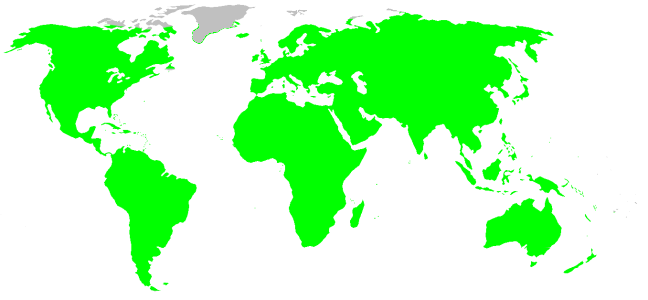
Salticidae, distribuzione

## Riproduzione
Nel corteggiamento usano molto la visione degli occhi che accentua il dimorfismo sessuale che esiste fra maschi e femmine, più portate ad esibire peli colorati, di aspetto metallico, con frange, ed altri accorgimenti propri per attirare, ponendoli in vibrazione a guisa di danza di corteggiamento.
Tuttavia usano molto anche l'olfatto, infatti si può notare che i maschi durante il corteggiamento molte volte continuano la loro danza anche se la femmina se ne è andata, perché il feromone è rimasto nell'aria. Il maschio dopo aver conquistato la femmina si rinchiude in un bozzolo assieme a lei. Dopo aver deposto le uova la femmina le nasconde e resta nelle immediate vicinanze a sorvegliarle.

## Habitat
Vivono in parecchi tipi di ambienti; dalle foreste tropicali, ai boschi, nel terreno, nei deserti, in montagna fino alle pendici del monte Everest, sui muri di mattone, sulle pietre roventi al sole, eccetera.

## Distribuzione
Da ritenersi famiglia cosmopolita, le loro piccole dimensioni fanno in modo che il vento li trasporti pressoché ovunque.

## Tassonomia
Attualmente, a gennaio 2022, si compone di 662 generi e 6 393 specie viventi.
La vastità dei generi fa sì che vi siano continue revisioni tassonomiche; qui viene riportata la suddivisione in sottofamiglie dell'aracnologo Maddison condivisa dalla maggior parte degli studiosi del settore.
- Onomastinae Maddison, 2015
- Asemoneinae Maddison, 2015
- Lyssomaninae Blackwall, 1877
- Spartaeinae Wanless, 1984
  - Tribù Spartaeini Wanless, 1984
    - Sottotribù Spartaeina Wanless, 1984
    - Sottotribù Holcolaetina Simon, 1901

- - Tribù Cocalodini Simon, 1901

- - Tribù Lapsiini Maddison, 2015

- Eupoinae Maddison, 2015
- Hisponinae Simon, 1901
- Salticinae Blackwall, 1841
  - Amycoida Maddison & Hedin, 2003
    - Tribù Gophoini Simon, 1901
    - Tribù Sitticini Simon, 1901
      - Sottotribù Aillutticina Maddison, 2020
      - Sottotribù Sitticina Simon, 1901

- -     - Tribù Bredini Ruiz & Maddison, 2015
    - Tribù Scopocirini Simon, 1901
    - Tribù Thiodinini Simon, 1901
    - Tribù Sarindini Simon, 1901
    - Tribù Simonellini Peckham, Peckham & Wheeler, 1889
    - Tribù Huriini Simon, 1901
    - Tribù Amycini F.O. Pickard-Cambridge, 1900

- -     - Amycoida incertae sedis

- - Salticoida Maddison & Hedin, 2003
    - Tribù Agoriini Simon, 1901
    - Tribù Baviini Simon, 1901

- -     - Astioida Maddison, Bodner & Needham, 2008
      - Tribù Myrmarachnini Simon, 1901
        - Sottotribù Myrmarachnina Simon, 1901
        - Sottotribù Ligonipedina Simon, 1901
        - Sottotribù Levieina Maddison & Szűts, 2019

- -     -       - Tribù Neonini Maddison, 2015
      - Tribù Astiini Simon, 1901
      - Tribù Mopsini Maddison, 2015
      - Tribù Viciriini Simon, 1901
        - Sottotribù Viciriina Simon, 1901
        - Sottotribù Simaethina Simon, 1903

- -     - Marpissoida Maddison & Hedin, 2003
      - Tribù Ballini Banks, 1892
      - Tribù Tisanibini Maddison, 2015
      - Tribù Dendryphantini Menge, 1879
        - Sottotribù Synagelina F.O. Pickard-Cambridge, 1900
        - Sottotribù Itatina Simon, 1901
        - Sottotribù Marpissina Simon, 1901
        - Sottotribù Dendryphantina Menge, 1879

      - Dendryphantini Menge, 1879 incertae sedis

- -     - Saltafresia Bodner & Maddison, 2012
      - Tribù Nannenini Maddison, 2015
      - Tribù Hasariini Simon, 1903
      - Tribù Chrysillini Simon, 1901

- -     -       - Simonida Maddison, 2015
        - Tribù Leptorchestini Simon, 1901
        - Tribù Euophryini Simon, 1901
        - Tribù Salticini Blackwall, 1841
        - Tribù Aelurillini Simon, 1901
          - Sottotribù Aelurillina Simon, 1901
          - Sottotribù Freyina Edwards, 2015
          - Sottotribù Thiratoscirtina Bodner & Maddison, 2012

- -     -       -         - Tribù Plexippini Simon, 1901
          - Sottotribù Plexippina Simon, 1901
          - Sottotribù Harmochirina Simon, 1903

### Lista dei generi
Di seguito la lista dei 662 generi in ordine alfabetico:
1. Abracadabrella Zabka, 1991
2. Acragas Simon, 1900
3. Admestina Peckham & Peckham, 1888
4. Admesturius Galiano, 1988
5. Adoxotoma Simon, 1909
6. Aelurillus Simon, 1884
7. Afraflacilla Berland & Millot, 1941
8. Afrobeata Caporiacco, 1941
9. Afromarengo Benjamin, 2004
10. Agobardus Keyserling, 1885
11. Agorioides Maddison & Szűts, 2019
12. Agorius Thorell, 1877
13. Aillutticus Galiano, 1987
14. Ajaraneola Wesolowska & A. Russell-Smith, 2011
15. Akela Peckham & Peckham, 1896
16. Albionella Chickering, 1946
17. Alcmena C. L. Koch, 1846
18. Alfenus Simon, 1902
19. Allococalodes Wanless, 1982
20. Allodecta Bryant, 1950
21. Amatorculus Ruiz & Brescovit, 2005
22. Amilaps Maddison, 2019
23. Amphidraus Simon, 1900
24. Amycus C. L. Koch, 1846
25. Ananeon Richardson, 2013
26. Anarrhotus Simon, 1902
27. Anasaitis Bryant, 1950
28. Anaurus Simon, 1900
29. Ancepitilobus Richardson, 2016
30. Anicius Chamberlin, 1925
31. Anokopsis Bauab & Soares, 1980
32. Ansienulina Wesolowska, 2015
33. Antillattus Bryant, 1943
34. Aphirape C. L. Koch, 1850
35. Apricia Richardson, 2016
36. Arachnomura Mello-Leitão, 1917
37. Arachnotermes Mello-Leitão, 1928
38. Araegeus Simon, 1901
39. Araneotanna Özdikmen & Kury, 2006
40. Arasia Simon, 1901
41. Arnoliseus Braul, 2002
42. Artabrus Simon, 1902
43. Aruana Strand, 1911
44. Aruattus Logunov & Azarkina, 2008
45. Asaphobelis Simon, 1902
46. Asaracus C. L. Koch, 1846
47. Ascyltus Karsch, 1878
48. Asemonea O. Pickard-Cambridge, 1869
49. Ashtabula Peckham & Peckham, 1894
50. Asianellus Logunov & Heciak, 1996
51. Astia L. Koch, 1879
52. Astilodes Zabka, 2009
53. Atelurius Simon, 1901
54. Athamas O. Pickard-Cambridge, 1877
55. Atomosphyrus Simon, 1902
56. Attidops Banks, 1905
57. Attinella Banks, 1905
58. Attulus Simon, 1889
59. Augustaea Szombathy, 1915
60. Avarua Marples, 1955
61. Avaruarachne Sherwood, 2021
62. Avitus Peckham & Peckham, 1896
63. Bacelarella Berland & Millot, 1941
64. Bagheera Peckham & Peckham, 1896
65. Ballagascar Azarkina & Haddad, 2020
66. Ballus C. L. Koch, 1850
67. Balmaceda Peckham & Peckham, 1894
68. Banksetosa Chickering, 1946
69. Barraina Richardson, 2013
70. Baryphas Simon, 1902
71. Bathippus Thorell, 1892
72. Bavia Simon, 1877
73. Baviola Simon, 1898
74. Bavirecta Kanesharatnam & Benjamin, 2018
75. Beata Peckham & Peckham, 1895
76. Belippo Simon, 1910
77. Belliena Simon, 1902
78. Bellota Peckham & Peckham, 1892
79. Bianor Peckham & Peckham, 1886
80. Bindax Thorell, 1892
81. Bocus Peckham & Peckham, 1892
82. Bokokius Roewer, 1942
83. Brancus Simon, 1902
84. Breda Peckham & Peckham, 1894
85. Brettus Thorell, 1895
86. Bristowia Reimoser, 1934
87. Bryantella Chickering, 1946
88. Bulolia Zabka, 1996
89. Burmattus Prószyński, 1992
90. Bythocrotus Simon, 1903
91. Canama Simon, 1903
92. Capeta Ruiz & Brescovit, 2005
93. Capeyorkia Richardson, 2016
94. Capidava Simon, 1902
95. Carabella Chickering, 1946
96. Caribattus Bryant, 1950
97. Carrhotus Thorell, 1891
98. Cavillator Wesolowska, 2000
99. Ceglusa Thorell, 1895
100. Cembalea Wesolowska, 1993
101. Ceriomura Simon, 1901
102. Cerionesta Simon, 1901
103. Chalcolecta Simon, 1884
104. Chalcolemia Zhang & Maddison, 2012
105. Chalcoscirtus Bertkau, 1880
106. Chalcotropis Simon, 1902
107. Chalcovietnamicus Marusik, 1991
108. Chapoda Peckham & Peckham, 1896
109. Charippus Thorell, 1895
110. Cheliceroides Zabka, 1985
111. Cheliferoides F. O. Pickard-Cambridge, 1901
112. Chinattus Logunov, 1999
113. Chinophrys Zhang & Maddison, 2012
114. Chinoscopus Simon, 1901
115. Chira Peckham & Peckham, 1896
116. Chirothecia Taczanowski, 1878
117. Chrysilla Thorell, 1887
118. Clynotis Simon, 1901
119. Clynotoides Mello-Leitão, 1944
120. Cobanus F. O. Pickard-Cambridge, 1900
121. Cocalodes Pocock, 1897
122. Cocalus C. L. Koch, 1846
123. Coccorchestes Thorell, 1881
124. Colaxes Simon, 1900
125. Colonus F. O. Pickard-Cambridge, 1901
126. Colyttus Thorell, 1891
127. Commoris Simon, 1902
128. Compsodecta Simon, 1903
129. Copocrossa Simon, 1901
130. Corambis Simon, 1901
131. Corcovetella Galiano, 1975
132. Corticattus Zhang & Maddison, 2012
133. Corusca Zhou & Li, 2013
134. Coryphasia Simon, 1902
135. Corythalia C. L. Koch, 1850
136. Cosmophasis Simon, 1901
137. Cotinusa Simon, 1900
138. Cucudeta Maddison, 2009
139. Curubis Simon, 1902
140. Cylistella Simon, 1901
141. Cyllodania Simon, 1902
142. Cynapes Simon, 1900
143. Cyrba Simon, 1876
144. Cytaea Keyserling, 1882
145. Damoetas Peckham & Peckham, 1886
146. Darwinneon Cutler, 1971
147. Dasycyptus Simon, 1902
148. Dendroicius Lin & Li, 2020
149. Dendryphantes C. L. Koch, 1837
150. Depreissia Lessert, 1942
151. Descanso Peckham & Peckham, 1892
152. Detalik Wesolowska, 2021
153. Dexippus Thorell, 1891
154. Diolenius Thorell, 1870
155. Diplocanthopoda Abraham, 1925
156. Dolichoneon Caporiacco, 1935
157. Donaldius Chickering, 1946
158. Drizztius Edwards, 2015
159. Drobinka Wesolowska, 2021
160. Druzia Ruiz & Brescovit, 2013
161. Eburneana Wesolowska & Szüts, 2001
162. Echeclus Thorell, 1890
163. Echinussa Simon, 1901
164. Ecuadattus Zhang & Maddison, 2012
165. Edilemma Ruiz & Brescovit, 2006
166. Edwardsya Ruiz & Bustamante, 2016
167. Efate Berland, 1938
168. Emathis Simon, 1899
169. Emertonius Peckham & Peckham, 1892
170. Empanda Simon, 1903
171. Encolpius Simon, 1900
172. Encymachus Simon, 1902
173. Enoplomischus Giltay, 1931
174. Epeus Peckham & Peckham, 1886
175. Epidelaxia Simon, 1902
176. Epocilla Thorell, 1887
177. Erasinus Simon, 1899
178. Ergane L. Koch, 1881
179. Erica Peckham & Peckham, 1892
180. Eris C. L. Koch, 1846
181. Euochin Prószyński, 2018
182. Euophrys C. L. Koch, 1834
183. Eupoa Zabka, 1985
184. Euryattus Thorell, 1881
185. Eustiromastix Simon, 1902
186. Evarcha Simon, 1902
187. Featheroides Peng, Yin,
188. Festucula Simon, 1901
189. Flacillula Strand, 1932
190. Fluda Peckham & Peckham, 1892
191. Foliabitus Zhang & Maddison, 2012
192. Frespera Braul & Lise, 2002
193. Frewena Richardson, 2013
194. Freya C. L. Koch, 1850
195. Frigga C. L. Koch, 1850
196. Fritzia O. Pickard-Cambridge, 1879
197. Fuentes Peckham & Peckham, 1894
198. Furculattus Balogh, 1980
199. Galianora Maddison, 2006
200. Gambaquezonia Barrion & Litsinger, 1995
201. Gastromicans Mello-Leitão, 1917
202. Gavarilla Ruiz & Brescovit, 2006
203. Gedea Simon, 1902
204. Gelotia Thorell, 1890
205. Ghelna Maddison, 1996
206. Ghumattus Prószyński, 1992
207. Giuiria Strand, 1906
208. Goleba Wanless, 1980
209. Goleta Peckham & Peckham, 1894
210. Gorgasella Chickering, 1946
211. Gramenca Rollard & Wesolowska, 2002
212. Grayenulla Zabka, 1992
213. Gypogyna Simon, 1900
214. Habrocestoides Prószyński, 1992
215. Habrocestum Simon, 1876
216. Habronattus F. O. Pickard-Cambridge, 1901
217. Hakka Berry & Prószyński, 2001
218. Haplopsecas Caporiacco, 1955
219. Harmochirus Simon, 1885
220. Hasarina Schenkel, 1963
221. Hasarinella Wesolowska, 2012
222. Hasarius Simon, 1871
223. Havaika Prószyński, 2002
224. Helicius Zabka, 1981
225. Heliophanillus Prószyński, 1989
226. Heliophanoides Prószyński, 1992
227. Heliophanus C. L. Koch, 1833
228. Helpis Simon, 1901
229. Helvetia Peckham & Peckham, 1894
230. Hentzia Marx, 1883
231. Heratemita Strand, 1932
232. Hermosa Peckham & Peckham, 1892
233. Hermotimus Simon, 1903
234. Hindumanes Logunov, 2004
235. Hinewaia Zabka & Pollard, 2002
236. Hispo Simon, 1886
237. Hisukattus Galiano, 1987
238. Holcolaetis Simon, 1886
239. Holoplatys Simon, 1885
240. Homalattus White, 1841
241. Huntiglennia Zabka & Gray, 2004
242. Hurius Simon, 1901
243. Hyctiota Strand, 1911
244. Hyetussa Simon, 1902
245. Hyllus C. L. Koch, 1846
246. Hypaeus Simon, 1900
247. Hypoblemum Peckham & Peckham, 1886
248. Iberattus Prószyński, 2018
249. Icius Simon, 1876
250. Idastrandia Strand, 1929
251. Ilargus Simon, 1901
252. Imperceptus Prószyński, 1992
253. Indomarengo Benjamin, 2004
254. Indopadilla Caleb & Sankaran, 2019
255. Iona Peckham & Peckham, 1886
256. Iranattus Prószyński, 1992
257. Irura Peckham & Peckham, 1901
258. Itata Peckham & Peckham, 1894
259. Jacksonoides Wanless, 1988
260. Jajpurattus Prószyński, 1992
261. Jaluiticola Roewer, 1944
262. Jerzego Maddison, 2014
263. Jollas Simon, 1901
264. Jotus L. Koch, 1881
265. Judalana Rix, 1999
266. Junxattus Prószyński & Deeleman-Reinhold, 2012
267. Kakameganula Wesolowska, 2020
268. Kalcerrytus Galiano, 2000
269. Katya Prószyński & Deeleman-Reinhold, 2010
270. Kibo Wesolowska & Szuts, 2021
271. Kima Peckham & Peckham, 1902
272. Kupiuka Ruiz, 2010
273. Lagnus L. Koch, 1879
274. Lakarobius Berry, Beat
275. Lamottella Rollard & Wesolowska, 2002
276. Langelurillus Próchniewicz, 1994
277. Langerra Zabka, 1985
278. Langona Simon, 1901
279. Lapsamita Ruiz, 2013
280. Lapsias Simon, 1900
281. Laufeia Simon, 1889
282. Lauharulla Keyserling, 1883
283. Lechia Zabka, 1985
284. Leikung Benjamin, 2004
285. Lepidemathis Simon, 1903
286. Leptathamas Balogh, 1980
287. Leptofreya Edwards, 2015
288. Leptorchestes Thorell, 1870
289. Letoia Simon, 1900
290. Leuserattus Prószyński & Deeleman-Reinhold, 2012
291. Leviea Maddison & Szuts, 2019
292. Ligdus Thorell, 1895
293. Ligonipes Karsch, 1878
294. Ligurra Simon, 1903
295. Longarenus Simon, 1903
296. Lophostica Simon, 1902
297. Lurio Simon, 1901
298. Lyssomanes Hentz, 1845
299. Lystrocteisa Simon, 1884
300. Mabellina Chickering, 1946
301. Macaroeris Wunderlich, 1992
302. Macopaeus Simon, 1900
303. Macutula Ruiz, 2011
304. Maddisonia Zabka, 2014
305. Madhyattus Prószyński, 1992
306. Maenola Simon, 1900
307. Maeota Simon, 1901
308. Maevia C. L. Koch, 1846
309. Mago O. Pickard-Cambridge, 1882
310. Magyarus Zabka, 1985
311. Maileus Peckham & Peckham, 1907
312. Malizna Wesolowska, 2021
313. Malloneta Simon, 1902
314. Maltecora Simon, 1910
315. Mantisatta Warburton, 1900
316. Mantius Thorell, 1891
317. Manzuma Azarkina, 2020
318. Maratus Karsch, 1878
319. Marchena Peckham & Peckham, 1909
320. Marengo Peckham & Peckham, 1892
321. Margaromma Keyserling, 1882
322. Maripanthus Maddison, 2020
323. Marma Simon, 1902
324. Marpissa C. L. Koch, 1846
325. Martella Peckham & Peckham, 1892
326. Marusyllus Prószyński, 2016
327. Massagris Simon, 1900
328. Matagaia Ruiz, Brescovit & Freitas, 2007
329. Matinta Ruiz & Maddison, 2019
330. Mburuvicha Scioscia, 1993
331. Megaeupoa Lin & Li, 2020
332. Megafreya Edwards, 2015
333. Megaloastia Zabka, 1995
334. Meleon Wanless, 1984
335. Mendoza Peckham & Peckham, 1894
336. Menemerus Simon, 1868
337. Messua Peckham & Peckham, 1896
338. Metacyrba F. O. Pickard-Cambridge, 1901
339. Metaphidippus F. O. Pickard-Cambridge, 1901
340. Mexcala Peckham & Peckham, 1902
341. Mexigonus Edwards, 2003
342. Microbianor Logunov, 2000
343. Microemathis Logunov, 2020
344. Microhasarius Simon, 1902
345. Mikrus Wesolowska, 2001
346. Mintonia Wanless, 1984
347. Mirandia Badcock, 1932
348. Modunda Simon, 1901
349. Mogrus Simon, 1882
350. Monaga Chickering, 1946
351. Mondeku Azarkina & Haddad, 2020
352. Mopiopia Simon, 1902
353. Mopsolodes Zabka, 1991
354. Mopsus Karsch, 1878
355. Muziris Simon, 1901
356. Myrmage Prószyński, 2016
357. Myrmagua Prószyński, 2016
358. Myrmanu Prószyński, 2016
359. Myrmapana Prószyński, 2016
360. Myrmapeni Prószyński, 2016
361. Myrmaplata Prószyński, 2016
362. Myrmarachne MacLeay, 1839
363. Myrmatheca Prószyński, 2016
364. Myrmele Prószyński, 2016
365. Nagaina Peckham & Peckham, 1896
366. Nandicius Prószyński, 2016
367. Nannenus Simon, 1902
368. Naphrys Edwards, 2003
369. Napoca Simon, 1901
370. Natta Karsch, 1879
371. Naubolus Simon, 1901
372. Neaetha Simon, 1884
373. Nebridia Simon, 1902
374. Necatia Özdikmen, 2007
375. Neobrettus Wanless, 1984
376. Neon Simon, 1876
377. Neonella Gertsch, 1936
378. Nepalicius Prószyński, 2016
379. Nicylla Thorell, 1890
380. Nigorella Wesolowska & Tomasiewicz, 2008
381. Nilakantha Peckham & Peckham, 1901
382. Nimbarus Rollard & Wesolowska, 2002
383. Noegus Simon, 1900
384. Nosferattus Ruiz & Brescovit, 2005
385. Nungia Zabka, 1985
386. Nycerella Galiano, 1982
387. Ocrisiona Simon, 1901
388. Ogdenia Peckham & Peckham, 1908
389. Ohilimia Strand, 1911
390. Okinawicius Prószyński, 2016
391. Omoedus Thorell, 1881
392. Onofre Ruiz & Brescovit, 2007
393. Onomastus Simon, 1900
394. Opisthoncana Strand, 1913
395. Opisthoncus L. Koch, 1880
396. Orcevia Thorell, 1890
397. Orientattus Caleb, 2020
398. Orienticius Prószyński, 2016
399. Orsima Simon, 1901
400. Orthrus Simon, 1900
401. Orvilleus Chickering, 1946
402. Osericta Simon, 1901
403. Oviballus Azarkina & Haddad, 2020
404. Pachomius Peckham & Peckham, 1896
405. Pachyballus Simon, 1900
406. Pachyonomastus Caporiacco, 1947
407. Pachypoessa Simon, 1902
408. Padilla Peckham & Peckham, 1894
409. Padillothorax Simon, 1901
410. Padillothorus Prószyński, 2018
411. Panachraesta Simon, 1900
412. Pancorius Simon, 1902
413. Pandisus Simon, 1900
414. Panysinus Simon, 1901
415. Papuamyr Maddison & Szuts, 2019
416. Papuaneon Maddison, 2016
417. Parabathippus Zhang & Maddison, 2012
418. Paracyrba Zabka & Kovac, 1996
419. Paradamoetas Peckham & Peckham, 1885
420. Paraeuophrys Logunov, 2020
421. Parafluda Chickering, 1946
422. Paraharmochirus Szombathy, 1915
423. Paraheliophanus Clark & Benoit, 1977
424. Parahelpis Gardzińska & Zabka, 2010
425. Parajotus Peckham & Peckham, 1903
426. Paramaevia Barnes, 1955
427. Paramarpissa F. O. Pickard-Cambridge, 1901
428. Paraneaetha Denis, 1947
429. Paraphidippus F. O. Pickard-Cambridge, 1901
430. Paraphilaeus Zabka, 2003
431. Paraplatoides Zabka, 1992
432. Paraplexippus Franganillo, 1930
433. Parasaitis Bryant, 1950
434. Parathiodina Bryant, 1943
435. Parnaenus Peckham & Peckham, 1896
436. Peckhamia Simon, 1900
437. Pelegrina Franganillo, 1930
438. Pellenes Simon, 1876
439. Pellolessertia Strand, 1929
440. Penionomus Simon, 1903
441. Pensacola Peckham & Peckham, 1885
442. Pensacolops Bauab, 1983
443. Peplometus Simon, 1900
444. Petemathis Prószyński & Deeleman-Reinhold, 2012
445. Phaeacius Simon, 1900
446. Phanias F. O. Pickard-Cambridge, 1901
447. Phanuelus Caleb & Mathai, 2015
448. Pharacocerus Simon, 1902
449. Phasmolia Zhang & Maddison, 2012
450. Phaulostylus Simon, 1902
451. Phausina Simon, 1902
452. Phiale C. L. Koch, 1846
453. Phidippus C. L. Koch, 1846
454. Philaeus Thorell, 1869
455. Philates Simon, 1900
456. Philira Edwards, 2015
457. Phintella Strand, 1906
458. Phintelloides 	Kanesharatnam & Benjamin, 2019
459. Phlegra Simon, 1876
460. Phyaces Simon, 1902
461. Pignus Wesolowska, 2000
462. Pilia Simon, 1902
463. Piranthus Thorell, 1895
464. Planamarengo Azarkina & Haddad, 2020
465. Planiemen Wesolowska & van Harten, 2007
466. Platycryptus Hill, 1979
467. Platypsecas Caporiacco, 1955
468. Plesiopiuka Ruiz, 2010
469. Plexippoides Prószyński, 1984
470. Plexippus C. L. Koch, 1846
471. Pochyta Simon, 1901
472. Pochytoides Wesolowska, 2020
473. Poecilorchestes Simon, 1901
474. Poessa Simon, 1902
475. Polemus Simon, 1902
476. Popcornella Zhang & Maddison, 2012
477. Porius Thorell, 1892
478. Portia Karsch, 1878
479. Poultonella Peckham & Peckham, 1909
480. Pristobaeus Simon, 1902
481. Proctonemesia Bauab & Soares, 1978
482. Propiomarengo Azarkina & Haddad, 2020
483. Prostheclina Keyserling, 1882
484. Proszynellus Patoleta & Żabka, 2015
485. Proszynskia Kanesharatnam & Benjamin, 2019
486. Proszynskiana Logunov, 1996
487. Psecas C. L. Koch, 1850
488. Psenuc Prószyński, 2016
489. Pseudamycus Simon, 1885
490. Pseudemathis Simon, 1902
491. Pseudeuophrys Dahl, 1912
492. Pseudicius Simon, 1885
493. Pseudocorythalia Caporiacco, 1938
494. Pseudofluda Mello-Leitão, 1928
495. Pseudomaevia Rainbow, 1920
496. Pseudomogrus Simon, 1937
497. Pseudopartona Caporiacco, 1954
498. Pseudoplexippus Caporiacco, 1947
499. Pseudosynagelides Zabka, 1991
500. Ptocasius Simon, 1885
501. Pungalina Richardson, 2013
502. Pystira Simon, 1901
503. Rafalus Prószyński, 1999
504. Ragatinus Dawidowicz & Wesolowska, 2016
505. Rarahu Berland, 1929
506. Rhene Thorell, 1869
507. Rhenefictus Logunov, 2021
508. Rhetenor Simon, 1902
509. Rhombonotus L. Koch, 1879
510. Rhondes Simon, 1901
511. Rhyphelia Simon, 1902
512. Rishaschia Makhan, 2006
513. Rogmocrypta Simon, 1900
514. Rudakius Prószyński, 2016
515. Rudra Peckham & Peckham, 1885
516. Rumburak Wesolowska, Azar
517. Saaristattus Logunov & Azarkina, 2008
518. Sadies Wanless, 1984
519. Saitidops Simon, 1901
520. Saitis Simon, 1876
521. Saitissus Roewer, 1938
522. Salpesia Simon, 1901
523. Salticus Latreille, 1804
524. Sandalodes Keyserling, 1883
525. Saphrys Zhang & Maddison, 2015
526. Saraina Wanless & Clark, 1975
527. Saratus Otto & Hill, 2017
528. Sarinda Peckham & Peckham, 1892
529. Sarindoides Mello-Leitão, 1922
530. Sassacus Peckham & Peckham, 1895
531. Schenkelia Lessert, 1927
532. Scopocira Simon, 1900
533. Scoturius Simon, 1901
534. Sebastira Simon, 1901
535. Selimus Peckham & Peckham, 1901
536. Semiopyla Simon, 1901
537. Semnolius Simon, 1902
538. Semora Peckham & Peckham, 1892
539. Semorina Simon, 1901
540. Servaea Simon, 1888
541. Sibianor Logunov, 2001
542. Sidusa Peckham & Peckham, 1895
543. Sigytes Simon, 1902
544. Siler Simon, 1889
545. Simaetha Thorell, 1881
546. Simaethula Simon, 1902
547. Simaethulina Wesolowska, 2012
548. Similaria Prószyński, 1992
549. Simonurius Galiano, 1988
550. Simprulla Simon, 1901
551. Sinoinsula Zhou & Li, 2013
552. Sittisax Prószyński, 2017
553. Sobasina Simon, 1898
554. Soesiladeepakius Makhan, 2007
555. Soesilarishius Makhan, 2007
556. Sondra Wanless, 1988
557. Sonoita Peckham & Peckham, 1903
558. Spadera Peckham & Peckham, 1894
559. Sparbambus Zhang, Woon
560. Spartaeus Thorell, 1891
561. Spilargis Simon, 1902
562. Stagetillus Simon, 1885
563. Stenaelurillus Simon, 1886
564. Stenodeza Simon, 1900
565. Stergusa Simon, 1889
566. Stertinius Simon, 1890
567. Stoidis Simon, 1901
568. Sumakuru Maddison, 2016
569. Sumampattus Galiano, 1983
570. Sympolymnia Perger & Rubio, 2020
571. Synageles Simon, 1876
572. Synagelides Strand, 1906
573. Synemosyna Hentz, 1846
574. Tabuina Maddison, 2009
575. Tacuna Peckham & Peckham, 1901
576. Taivala Peckham & Peckham, 1907
577. Talavera Peckham & Peckham, 1909
578. Tamigalesus Zabka, 1988
579. Tanybelus Simon, 1902
580. Tanzania Koçak & Kemal, 2008
581. Tapsatella Rubio & Stolar, 2020
582. Tara Peckham & Peckham, 1886
583. Taraxella Wanless, 1984
584. Tarkas Edwards, 2015
585. Tarne Simon, 1886
586. Tarodes Pocock, 1899
587. Tartamura Bustamante & Ruiz, 2017
588. Tasa Wesolowska, 1981
589. Tatari Berland, 1938
590. Tauala Wanless, 1988
591. Telamonia Thorell, 1887
592. Tenuiballus Azarkina & Haddad, 2020
593. Terralonus Maddison, 1996
594. Thaiattus Logunov, 2020
595. Thammaca Simon, 1901
596. Theriella Braul & Lise, 1996
597. Thiania C. L. Koch, 1846
598. Thianitara Simon, 1903
599. Thiodina Simon, 1900
600. Thiratoscirtus Simon, 1886
601. Thorelliola Strand, 1942
602. Thrandina Maddison, 2006
603. Thyene Simon, 1885
604. Thyenillus Simon, 1910
605. Thyenula Simon, 1902
606. Tisaniba Zhang & Maddison, 2014
607. Tisanibainepta Logunov, 2020
608. Titanattus Peckham & Peckham, 1885
609. Toloella Chickering, 1946
610. Tomis F. O. Pickard-Cambridge, 1901
611. Tomobella Szüts & Scharff, 2009
612. Tomocyrba Simon, 1900
613. Tomomingi Szüts & Scharff, 2009
614. Toticoryx Rollard & Wesolowska, 2002
615. Toxeus C. L. Koch, 1846
616. Triggella Edwards, 2015
617. Trite Simon, 1885
618. Truncattus Zhang & Maddison, 2012
619. Trydarssus Galiano, 1995
620. Tullgrenella Mello-Leitão, 1941
621. Tulpius Peckham & Peckham, 1896
622. Tusitala Peckham & Peckham, 1902
623. Tutelina Simon, 1901
624. Tuvaphantes Logunov, 1993
625. Tylogonus Simon, 1902
626. Udalmella Galiano, 1994
627. Udvardya Prószyński, 1992
628. Ugandinella Wesolowska, 2006
629. Uluella Chickering, 1946
630. Ureta Wesolowska & Haddad, 2013
631. Uroballus Simon, 1902
632. Urogelides Zabka, 2009
633. Urupuyu Ruiz & Maddison, 2015
634. Uxuma Simon, 1902
635. Vailimia Kammerer, 2006
636. Vallvonas Szűts, Zhang, Gallé-Szpisjak & De Bakker, 2020
637. Variratina Zhang & Maddison, 2012
638. Vatovia Caporiacco, 1940
639. Veissella Wanless, 1984
640. Viciria Thorell, 1877
641. Vinnius Simon, 1902
642. Viribestus Zhang & Maddison, 2012
643. Viroqua Peckham & Peckham, 1901
644. Wallaba Mello-Leitão, 1940
645. Wandawe Azarkina & Haddad, 2020
646. Wanlessia Wijesinghe, 1992
647. Waymadda Szűts, Zhang, Gallé-Szpisjak & De Bakker, 2020
648. Wedoquella Galiano, 1984
649. Wesolowskana Koçak & Kemal, 2008
650. Xanthofreya Edwards, 2015
651. Xenocytaea Berry, Beat
652. Xuriella Wesolowska & Russell-Smith, 2000
653. Yacuitella Galiano, 1999
654. Yaginumaella Prószyński, 1979
655. Yaginumanis Wanless, 1984
656. Yamangalea Maddison, 2009
657. Yepoella Galiano, 1970
658. Yimbulunga Wesolowska, Azarkina & Russell-Smith, 2014
659. Yllenus Simon, 1868
660. Yogetor Wesolowska & Russell-Smith, 2000
661. Zabkattus Zhang & Maddison, 2012
662. Zebraplatys Zabka, 1992
663. Zenodorus Peckham & Peckham, 1886
664. Zeuxippus Thorell, 1891
665. Zulunigma Wesolowska & Cumming, 2011
666. Zuniga Peckham & Peckham, 1892
667. Zygoballus Peckham & Peckham, 1885

## Generi trasferiti e inglobati
1. Agelista Simon, 1900[7]
2. Ballognatha Caporiacco, 1935[8]
3. Bredana Gertsch, 1936[9]
4. Kakamega Dawidowicz & Wesolowska, 2016[10].
5. Logunyllus Prószyński, 2016[11]
6. Mashonarus Wesolowska & Cumming, 2002[12]
7. Micalula Strand, 1932[9]
8. Microheros Wesolowska & Cumming, 1999[12]
9. Monomotapa Wesolowska, 2000[13]
10. Myrmavola Prószyński, 2016[14]
11. Parvattus Zhang & Maddison, 2012[15]
12. Pseudattulus Caporiacco, 1947[16]
13. Sittiab Prószyński, 2017[17]
14. Sitticus Simon, 1901[18]
15. Sittiflor Prószyński, 2017[18]
16. Sittilong Prószyński, 2017[18]
17. Sittipub Prószyński, 2016[18]
18. Stichius Thorell, 1890[19]
19. Thianella Schenkel, 1963[20]

 (i generi sono suddivisi per sottofamiglie e tribù, mentre le specie sono in ordine alfabetico)

## Galleria d'immagini

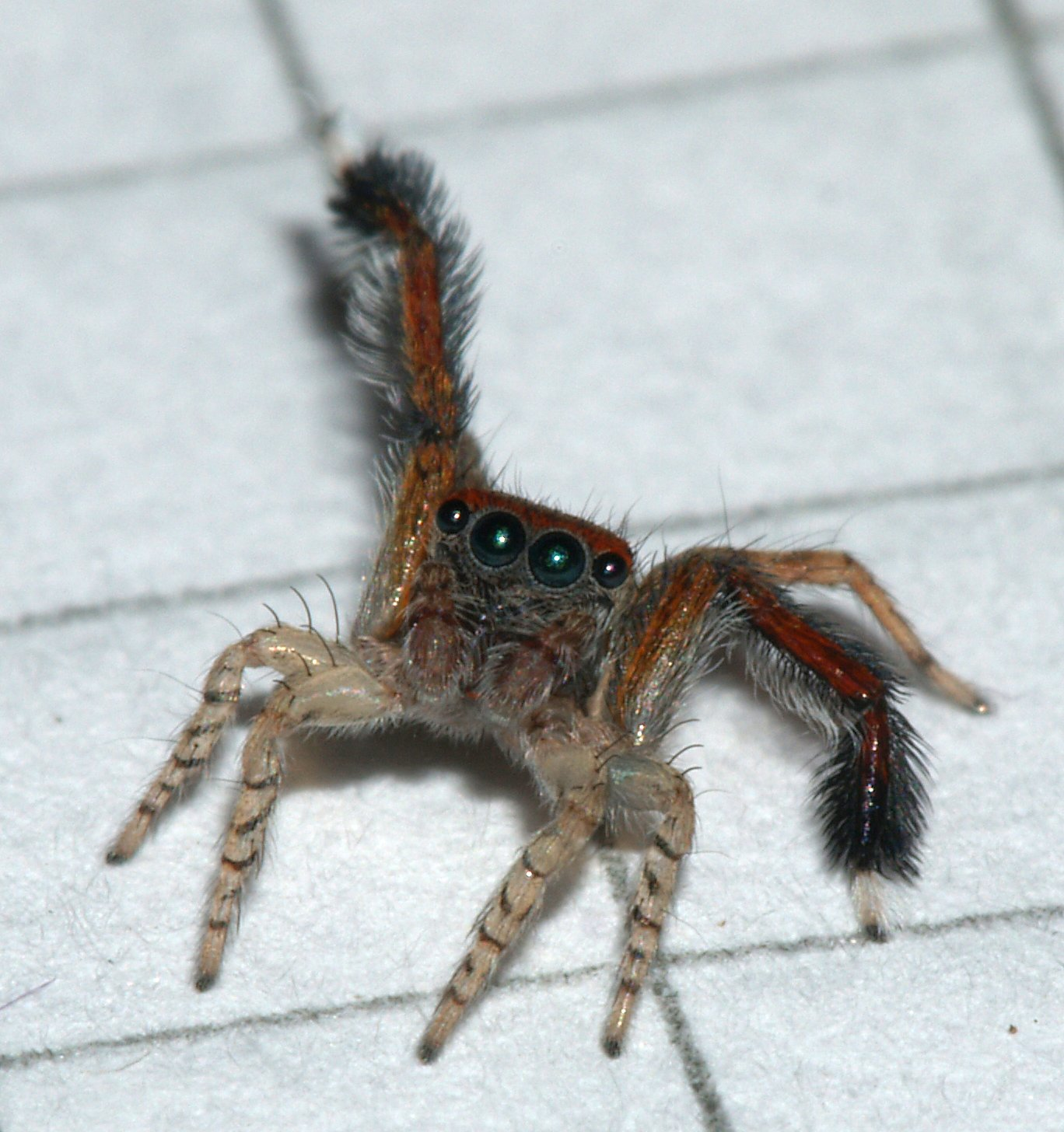
Saitis barbipes, maschio
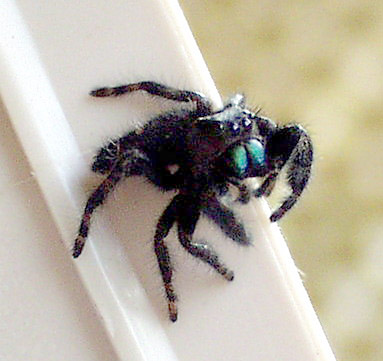
Phidippus audax
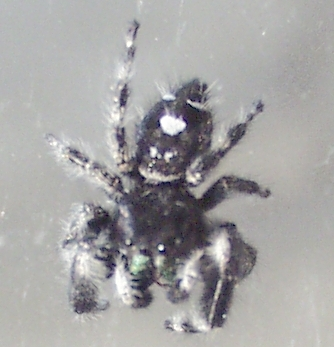
Phidippus workmani
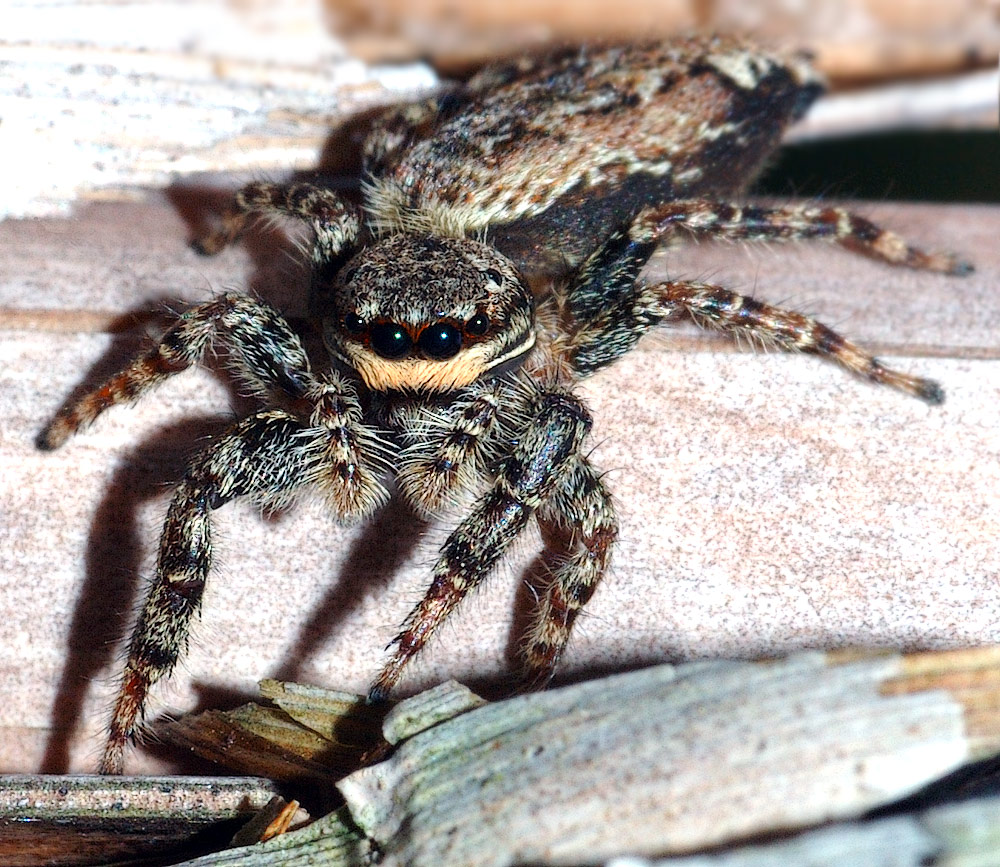
Marpissa muscosa
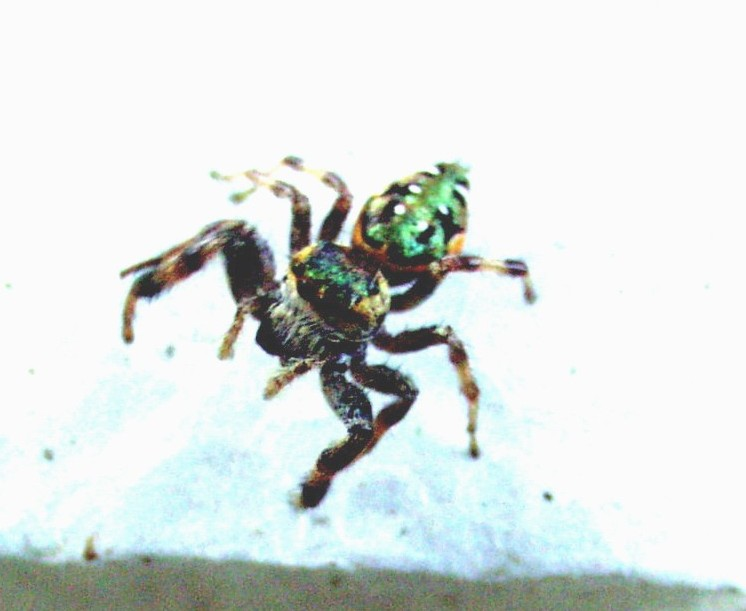
Paraphidippus aurantius
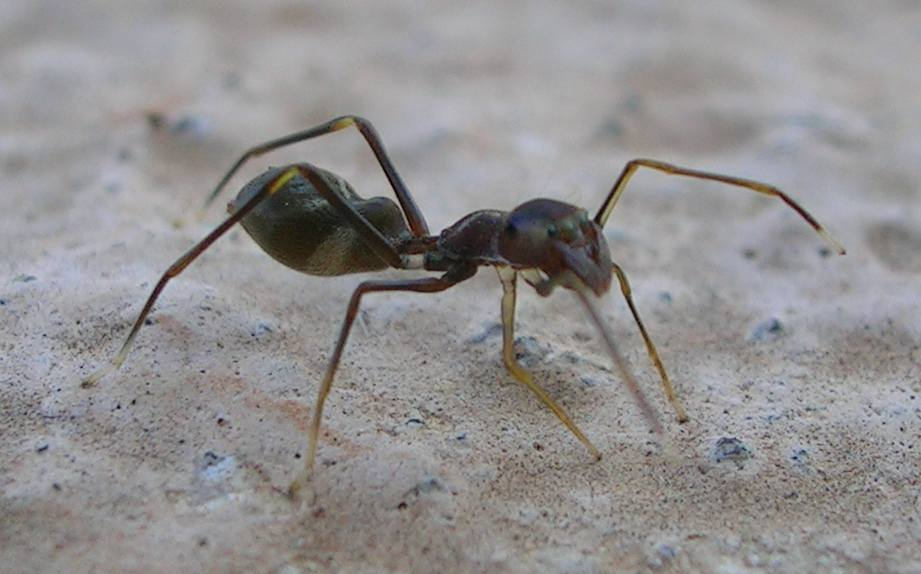
Myrmarachne sp.
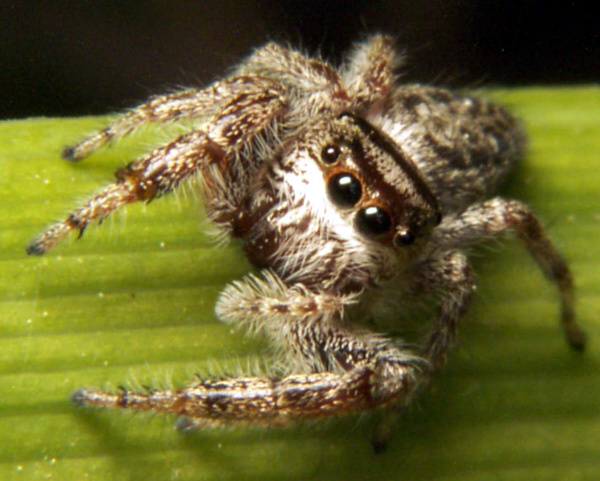
Eris sp.
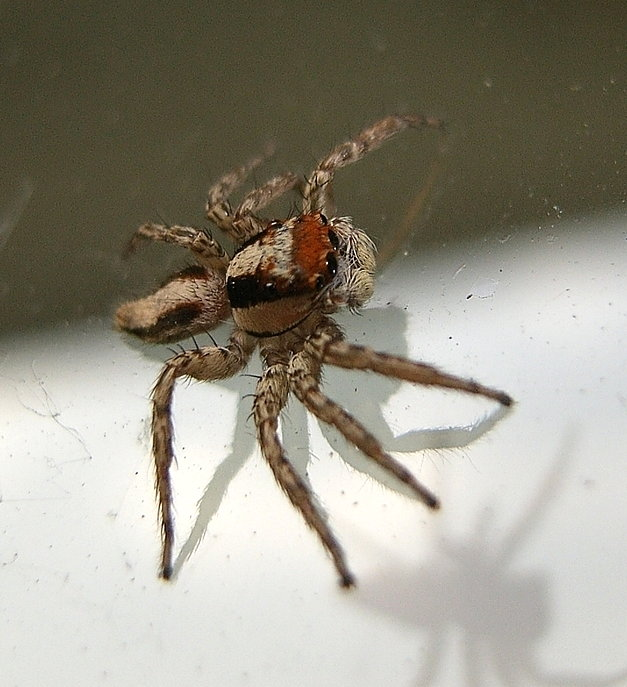
Plexippus setipes, maschio
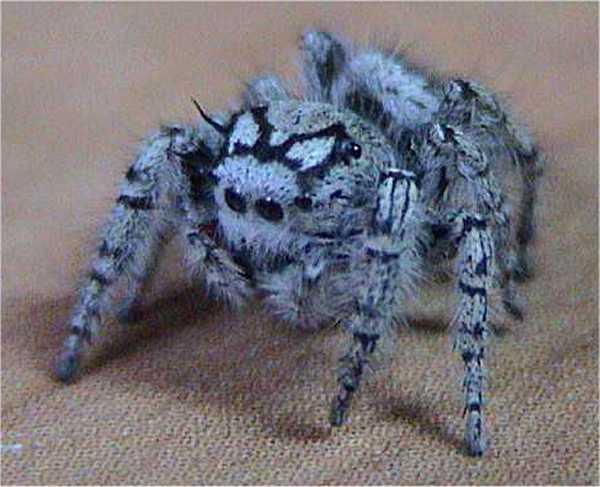
Phidippus mystaceus, femmina
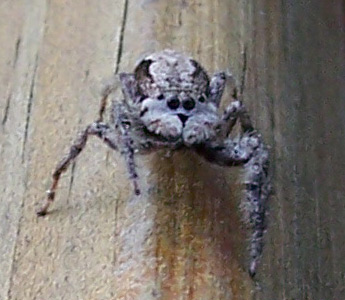
Metacyrba undata
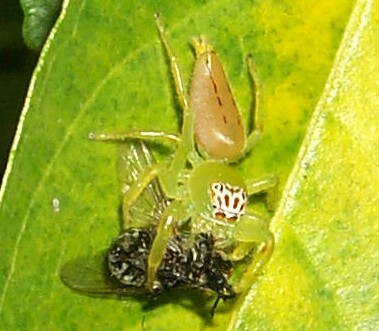
Mopsus mormon mentre preda una mosca
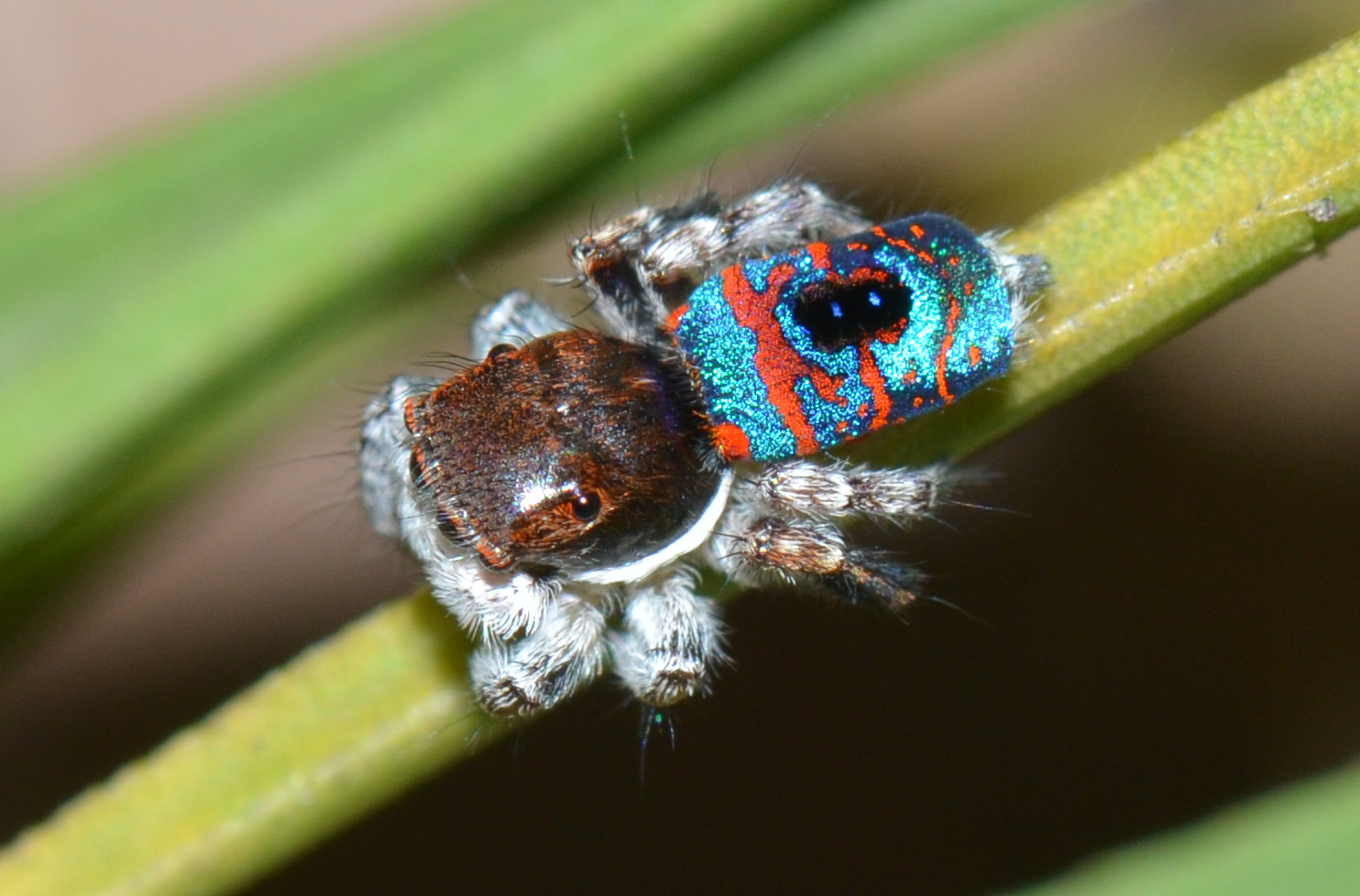
Maratus mungaich, maschio